# Mesians
Mesians fue un videojuego de estrategia en línea multijugador masivo (MMORTS). Desarrollado en España por la empresa Noboxout realizado en PHP y MySQL. El juego es gratuito y se juega directamente desde el navegador incluido sus versiones móviles.

## Ambientación
Data de la época anterior a la conquista de América, la América precolombina.

## Civilizaciones
Se pone a disposición del jugador tres civilizaciones: mayas, aztecas e incas. Cada civilización tiene una forma de jugar específica.

### Mayas
Los mayas son la civilización más equilibrada, tiene tanto buenas unidades de ataque como de defensa. Se basa en producir unidades fuertes de gran consumo y lento entrenamiento. Es una civilización que permite crear un gran ejército de gran poder sin que el consumo del mismo se dispare.

### Incas
La civilización más ofensiva. Los incas tienen la capacidad de crear los ejércitos más grandes, tanto en poder cómo en consumo, dicho consumo se eleva con facilidad, pues las unidades Incas se entrenan con rapidez. Para aquellos que les gusta atacar continuamente se sufran bajas o no.
Además su capital era un punto estratégico.

### Aztecas
Los Aztecas no despuntan en ninguna materia. Pero no por ello están en inferioridad, sus tropas son equilibradas en ataque y defensa y muchas de ellas son capaces de defenderse en ambas materias, es una civilización de ejércitos mixtos, perfecta para épocas de guerra en la que es importante defenderse y atacar.

## El mapa
Cada servidor cuenta con un mapa único, dispuesto en islas de unas 1500-2500 ciudades. Cada isla se conecta con el resto por un embarcadero que permite a las tropas moverse de una isla a otra.
Cada isla puede ser controlada por una o varias alianzas.
En el mapa se muestran: montañas, ciudades, bosques, agua y tropas en movimiento.

## Dioses
Cada una de las civilizaciones tienes tres dioses. Para que un Dios nos de su bendición es necesario gastar una cierta cantidad de recursos o sacrificar unidades.
Las bendiciones afectan a la producción o efectividad de las tropas en ataque y/o defensa durante un tiempo determinado.

## Tropas
Al inicio del juego todos los jugadores disponen de la misma unidad: milicia. Todas las civilizaciones tienen en común los esclavos, catapultas y arietes. Los esclavos sólo pueden ser conseguidos en batallas, capturan parte de las tropas enemigas.
Cada civilización dispone de un héroe. Estos suben de experiencia mejorando así sus características. Toman gran importancia en el final del juego pues son los encargados de capturar artefactos y tienen misiones asociadas que dan ciertas ventajas.
Los ejércitos luchan por rondas, que duran quince minutos. Al finalizar cada ronda disparan las catapultas y destruyen un nivel del edificio objetivo y los arietes reducen un nivel la muralla. En caso de ganar el atacante en la última ronda las catapultas y arietes dispararían dos veces.

## Ciudad y economía
Existen diecinueve edificios y cuatro minas, cada mina produce un tipo de recurso: madera, piedra, oro o maíz. Los edificios requieren tiempo en ser construidos y se pueden poner dos edificios en cola.
Cada ciudad tienen quince huecos libres para construir, por tanto, no se pueden construir todos los edificios en una misma ciudad.
El esplendor de una ciudad permite al jugador extenderse fundando nuevas ciudades, el esplendor se consigue gastando recursos en edificaciones. Sólo se puede fundar en ciudades abandonas que están repartidas en el mapa.